# ブランコ・ツルヴェンコフスキ
ブランコ・ツルヴェンコフスキ（マケドニア語:Бранко Црвенковски、1962年10月12日 - ）は、北マケドニアの政治家。第3代大統領、第2・4代首相を歴任。

## 人物
旧ユーゴスラビア社会主義連邦共和国、現ボスニア・ヘルツェゴビナのサラエヴォ生まれ。マケドニアの首都スコピエのスコピエ大学電気工学部を卒業後、1990年にマケドニア社会民主同盟（SDSM）から国会議員に初当選し、マケドニアが独立した1991年に同党党首となって以来党首再選を続けている。
1992年、初めて首相（第2代）となり、アルバニア系政党も含めた連立政権を組閣、経済安定と民主化を進めるとともに、ギリシャとの間の国名を巡る紛争を妥協させ、国際連合への加盟を果たした。
1998年の総選挙で敗退し首相を降りるが、2002年の総選挙で勝利し、内部マケドニア革命組織・マケドニア国家統一民主党のボリス・トライコフスキ大統領のもとで再び首相（第4代）に就任した。
2004年2月26日にトライコフスキ大統領が事故死したのをきっかけとして、4月に行われた総選挙で社会民主同盟の候補となり、4月28日の決選投票で国家統一民主党の候補を破って第3代大統領に当選した。2009年5月12日に退任。
| 公職                        | 公職                                      | 公職                      |
| --------------------------- | ----------------------------------------- | ------------------------- |
| 先代 ボリス・トライコフスキ | マケドニア共和国大統領 第3代：2004 - 2009 | 次代 ジョルゲ・イヴァノフ |